# Hippocampus trimaculatus
Hippocampus trimaculatus es una especie de pez de la familia Syngnathidae en el orden de los Syngnathiformes.

## Morfología
Los machos  pueden llegar alcanzar los 22 cm de longitud total.

## Distribución geográfica
Se encuentra desde el sur de la India hasta Japón, Australia y Tahití.